# Gesnerieae
Gesnerieae es una tribu perteneciente a la familia Gesneriaceae.

## Géneros
Tiene los siguientes géneros:
- Bellonia - Gesneria - Pheidonocarpa -    Rhytidophyllum -